# Edward Matuszczak
Edward Matuszczak (ur. 1906 w Tymbarku, zm. 1965 w Paryżu) – polski malarz tworzący od 1934 we Francji.

## Życiorys
Studiował w krakowskiej Akademii Sztuk Pięknych w pracowniach Władysława Jarockiego, Wojciecha Weissa i Fryderyka Pautscha. Ten ostatni miał zdaniem krytyków największy wpływ na późniejszą twórczość artysty. Wielokrotnie wystawiał swoje prace, przez krótki czas był związany z Towarzystwem Artystów Polskich "Sztuka". W 1934 wyjechał do Paryża, gdzie kontynuował naukę w pracowni Józefa Pankiewicza. Po ukończeniu studiów nie powrócił do kraju, podróżował po Europie. W 1944 przez krótki czas przebywał w Rzymie, gdzie tworzył u boku Józefa Jaremy. Przez pewien czas mieszkał w Izraelu intensywnie tworząc, stąd na wielu aukcjach przy jego danych biograficznych jest przedstawiany jako twórca polsko-izraelski. Mieszkając we Francji należał do artystycznego ugrupowania "Realité Nouvelle". Przestał tworzyć w 1965 i ta data jest w większości opracowań podawana jako data śmierci artysty. Część opracowań podaje, że Edward Matuszczak zmarł w 1984.

## Twórczość
Twórczość Edwarda Matuszczaka można podzielić na dwa oddzielne etapy. Pierwszym jest twórczość przed wyjazdem do Paryża, kiedy tworzył polskie pejzaże i sceny rodzajowe z życia wsi. Po ukończeniu uczelni paryskiej jego twórczość zaczęła ewoluować w kierunku abstrakcjonizmu. Przez cały okres twórczy artysta utrzymywał silne więzi z polskim światem artystycznym i brał udział w wystawach organizowanych w ojczyźnie. Poza malarstwem Matuszczak eksperymentował również z rzeźbą.